# Koblenz Open 2025 - Doppio
Il doppio del torneo di tennis professionistico Koblenz Open 2025, facente parte della categoria Challenger 100 nell'ambito dell'ATP Challenger Tour 2025, si è giocato dal 27 gennaio al 2 febbraio a Coblenza, in Germania. Tra le coppie partecipanti erano assenti Sander Arends e Sem Verbeek, i detentori del titolo.
Il titolo è stato vinto da Jakub Paul e David Pel che hanno beneficiato del forfait di Geoffrey Blancaneaux e Joshua Paris prima della finale.

## Teste di serie
1. Reese Stalder /  Marcus Willis (primo turno)
2. Marco Bortolotti /  Luis David Martínez (quarti di finale)

1. Vasil Kirkov /  Mick Veldheer (quarti di finale)
2. Patrik Trhac /  Szymon Walków (quarti di finale)

## Wildcard
1. Tim Rühl /  Patrick Zahraj (semifinale)

1. Daniel Masur /  Max Schönhaus (primo turno)

## Tabellone

### Legenda
| - Q = Qualificato - WC = Wild card - LL = Lucky loser | - ALT = Alternate - SE = Special Exempt - PR = Protected Ranking | - w/o = Walkover - r = Ritirato - d = Squalificato |

|  | Primo turno | Primo turno                 | Primo turno                | Primo turno | Primo turno |  |  | Quarti di finale | Quarti di finale         | Quarti di finale      | Quarti di finale      | Quarti di finale      |    |   | Semifinali | Semifinali                        | Semifinali                        | Semifinali                        | Semifinali           |                      |     | Finale | Finale | Finale | Finale | Finale |  |
|  |             |                             |                            |             |             |  |  |                  |                          |                       |                       |                       |    |   |            |                                   |                                   |                                   |                      |                      |     |        |        |        |        |        |  |
|  | 1           | R Stalder M Willis          | R Stalder M Willis         | 3           | 4           |  |  |                  |                          |                       |                       |                       |    |   |            |                                   |                                   |                                   |                      |                      |     |        |        |        |        |        |  |
|  |             | A Jecan I Liutarevich       | A Jecan I Liutarevich      | 6           | 6           |  |  |                  | A Jecan I Liutarevich    | A Jecan I Liutarevich | 4                     | 4                     |    |   |            |                                   |                                   |                                   |                      |                      |     |        |        |        |        |        |  |
|  |             | C Negritu D Vega Hernández  | C Negritu D Vega Hernández | 3           | 4           |  |  |                  | G Blancaneaux J Paris    | G Blancaneaux J Paris | 6                     | 6                     |    |   |            |                                   |                                   |                                   |                      |                      |     |        |        |        |        |        |  |
|  |             | G Blancaneaux J Paris       | G Blancaneaux J Paris      | 6           | 6           |  |  |                  |                          |                       |                       |                       |    |   |            | G Blancaneaux J Paris             | G Blancaneaux J Paris             | 7                                 | 6                    |                      |     |        |        |        |        |        |  |
|  | 4           | P Trhac S Walków            | 6                          | 5           | [10]        |  |  |                  |                          | WC                    | T Rühl P Zahraj       | T Rühl P Zahraj       | 65 | 1 |            |                                   |                                   |                                   |                      |                      |     |        |        |        |        |        |  |
|  | WC          | D Masur M Schönhaus         | 3                          | 7           | [8]         |  |  | 4                | P Trhac S Walków         | 78                    | 3                     | [12]                  |    |   |            |                                   |                                   |                                   |                      |                      |     |        |        |        |        |        |  |
|  |             | S Vincent Ruggeri A Virgili | 6                          | 4           | [4]         |  |  | WC               | T Rühl P Zahraj          | 6                     | 6                     | [14]                  |    |   |            |                                   |                                   |                                   |                      |                      |     |        |        |        |        |        |  |
|  | WC          | T Rühl P Zahraj             | 4                          | 6           | [10]        |  |  |                  |                          |                       |                       |                       |    |   |            | Geoffrey Blancaneaux Joshua Paris | Geoffrey Blancaneaux Joshua Paris | Geoffrey Blancaneaux Joshua Paris |                      |                      |     |        |        |        |        |        |  |
|  |             | A Escoffier L Sanchez       | A Escoffier L Sanchez      | 3           | 3           |  |  |                  |                          |                       |                       |                       |    |   |            |                                   |                                   | Jakub Paul David Pel              | Jakub Paul David Pel | Jakub Paul David Pel | w/o |        |        |        |        |        |  |
|  |             | J Paul D Pel                | J Paul D Pel               | 6           | 6           |  |  |                  | J Paul D Pel             | J Paul D Pel          | 78                    | 7                     |    |   |            |                                   |                                   |                                   |                      |                      |     |        |        |        |        |        |  |
|  |             | U Blanchet M Martineau      | 5                          | 6           | [10]        |  |  | 3                | V Kirkov M Veldheer      | V Kirkov M Veldheer   | 6                     | 5                     |    |   |            |                                   |                                   |                                   |                      |                      |     |        |        |        |        |        |  |
|  | 3           | V Kirkov M Veldheer         | 7                          | 4           | [12]        |  |  |                  |                          |                       |                       |                       |    |   |            | J Paul D Pel                      | J Paul D Pel                      | 6                                 | 6                    |                      |     |        |        |        |        |        |  |
|  |             | D Molčanov M Vrbenský       | D Molčanov M Vrbenský      | 7           | 6           |  |  |                  |                          |                       | D Molčanov M Vrbenský | D Molčanov M Vrbenský | 3  | 2 |            |                                   |                                   |                                   |                      |                      |     |        |        |        |        |        |  |
|  |             | J Barnat F Duda             | J Barnat F Duda            | 64          | 3           |  |  |                  | D Molčanov M Vrbenský    | 4                     | 6                     | [10]                  |    |   |            |                                   |                                   |                                   |                      |                      |     |        |        |        |        |        |  |
|  |             | B Pujol Navarro K Uchida    | B Pujol Navarro K Uchida   | 5           | 1           |  |  | 2                | M Bortolotti LD Martínez | 6                     | 3                     | [8]                   |    |   |            |                                   |                                   |                                   |                      |                      |     |        |        |        |        |        |  |
|  | 2           | M Bortolotti LD Martínez    | M Bortolotti LD Martínez   | 7           | 6           |  |  |                  |                          |                       |                       |                       |    |   |            |                                   |                                   |                                   |                      |                      |     |        |        |        |        |        |  |